# Темпл (Техас)
Темпл (англ. Temple) — місто (англ. city) в США, в окрузі Белл штату Техас. Населення — 82 073 особи (2020).

## Географія
Темпл розташований за координатами 31°6′20″ пн. ш. 97°22′57″ зх. д. / 31.10556° пн. ш. 97.38250° зх. д. (31.105656, -97.382522).  За даними Бюро перепису населення США в 2010 році місто мало площу 179,80 км², з яких 178,72 км² — суходіл та 1,08 км² — водойми. В 2017 році площа становила 194,71 км², з яких 182,11 км² — суходіл та 12,61 км² — водойми.

### Клімат
| Клімат : Темпл        | Клімат : Темпл | Клімат : Темпл | Клімат : Темпл | Клімат : Темпл | Клімат : Темпл | Клімат : Темпл | Клімат : Темпл | Клімат : Темпл | Клімат : Темпл | Клімат : Темпл | Клімат : Темпл | Клімат : Темпл | Клімат : Темпл |
| Показник              | Січ.           | Лют.           | Бер.           | Квіт.          | Трав.          | Черв.          | Лип.           | Серп.          | Вер.           | Жовт.          | Лист.          | Груд.          | Рік            |
| Середній максимум, °C | 13,9           | 16,7           | 21,1           | 25,0           | 28,9           | 32,2           | 35,0           | 35,0           | 31,7           | 26,7           | 20,0           | 15,0           | 25,1           |
| Середній мінімум, °C  | 1,7            | 3,9            | 7,8            | 12,2           | 17,2           | 21,1           | 22,2           | 22,2           | 18,9           | 13,3           | 7,2            | 3,3            | 12,6           |
| Норма опадів, мм      | 54             | 68             | 81             | 66             | 115            | 107            | 49             | 57             | 94             | 101            | 75             | 70             | 937            |
| --------------------- | -------------- | -------------- | -------------- | -------------- | -------------- | -------------- | -------------- | -------------- | -------------- | -------------- | -------------- | -------------- | -------------- |
| Джерело: weather.com  |                |                |                |                |                |                |                |                |                |                |                |                |                |

## Демографія
Згідно з переписом 2010 року, у місті мешкали 66 102 особи в 26 113 домогосподарствах у складі 16 566 родин. Густота населення становила 368 осіб/км².  Було 28422 помешкання (158/км²).
Расовий склад населення:
| - 68,1 % — білих - 16,9 % — чорних або афроамериканців - 2,1 % — азіатів - 0,6 % — корінних американців - 0,1 % — вихідців з тихоокеанських островів - 8,7 % — осіб інших рас |

До двох чи більше рас належало 3,3 %. Частка іспаномовних становила 23,7 % від усіх жителів.
За віковим діапазоном населення розподілялося таким чином: 26,4 % — особи молодші 18 років, 59,8 % — особи у віці 18—64 років, 13,8 % — особи у віці 65 років та старші. Медіана віку мешканця становила 34,6 року. На 100 осіб жіночої статі у місті припадало 91,7 чоловіків;  на 100 жінок у віці від 18 років та старших — 88,8 чоловіків також старших 18 років.
Середній дохід на одне домашнє господарство  становив 65 322 долари США (медіана — 47 475), а середній дохід на одну сім'ю — 78 965 доларів (медіана — 61 385). Медіана доходів становила 40 118 доларів для чоловіків та 36 245 доларів для жінок. За межею бідності перебувало 17,9 % осіб, у тому числі 26,0 % дітей у віці до 18 років та 9,8 % осіб у віці 65 років та старших.
Цивільне працевлаштоване населення становило 31 253 особи. Основні галузі зайнятості: освіта, охорона здоров'я та соціальна допомога — 32,5 %, роздрібна торгівля — 12,4 %, виробництво — 9,5 %, мистецтво, розваги та відпочинок — 8,9 %.